# Éditions de la Merci
Éditions de la Merci (Edicions de la Mercè) és una editorial fundada l'any 2008 que té la seu a Perpinyà. L'editorial publica obres majors de la literatura en català en versió francesa moderna. La col·lecció, que dirigeix Patrick Gifreu, es va enriquint amb tres llibres per any. Els textos s'han establert a partir dels manuscrits, de les edicions o dels documents més segurs; les versions són inèdites o noves. Es tracta doncs de proposar, en una sola col·lecció, les obres dels autors clàssics del domini lingüístic català, tot preservant una confortabilitat en la lectura.

## Catàleg
- Anonyme du XIVe s., Le Livre de cuisine de Sent Soví, 2013,ISBN 9791091193016
- Jafouda Bonsenyor, Paroles de sagesse d'un juif catalan Arxivat 2013-03-15 a Wayback Machine., 2012 ISBN 978-2-9531917-9-0
- François Eiximenis, 'Contes et fables, 2009 ISBN 978-2-9531917-2-1
- François Eiximenis, Le_Chrétien, 2010 ISBN 9782953191769
- François Eiximenis, L'art de manger, boire et servir à table, 2011 ISBN 9782953191783
- François Eiximenis, Le Gouvernement de la République, 2012 ISBN 9791091193009
- Vincent Ferrier saint, Sermons, 2010 ISBN 9782953191752
- Raymond Lulle,La Dispute des cinq sages, 2013 ISBN 9791091193023
- Raymond Lulle, Le Livre des mille proverbes, 2008 ISBN 9782953191707
- Raymond Lulle, Le Livre de l'intention, 2010 ISBN 9782953191745
- Bernat Metge, Le Songe, 2010 ISBN 9791091193061
- Estefania de Requesens, Lettres intimes à ma mère, la comtesse de Palamós, 2014 ISBN 9791091193047
- Anselme Tourmède/Abdallah at-Tarjuman al-Mayurqui, Pourquoi j'ai embrassé l'islam, 2009 ISBN 9782953191738
- Francesc de la Via, Frère Bernard, moine paillard, 2008 ISBN 9791091193054
- Isabelle de Villena (sœur), Femmes dans la Vie du Christ, 2008 ISBN 9782953191714
- Arnaud de Villeneuve, Le Livre des Vins, 2011 ISBN 9782953191776